# 舛添要一
舛添要一（日语：／ Masuzoe Yōichi，1948年11月29日—），生於福岡縣北九州市八幡東區；東京大學法學部政治課程畢業。日本政治人物、國際關係學者。前任東京都知事。前參議員。曾任厚生勞動大臣。前任新党改革党首。
2016年6月15日，舛添要一因貪汙事件正式向東京都議會提交辭呈，辭呈於同年6月21日生效。他的辭職進而引起2016年東京都知事選舉。

## 生平

### 議員
2001年參議院選舉，舛添要一支持時任首相小泉純一郎的改革，成為執政黨自民黨籍的比例代表候選人，獲得逾158萬張選票，首度當選參議員。2007年8月27日，舛添要一接任厚生勞動大臣。
2009年眾議院選舉，自民黨敗選下台後，2010年4月，舛添要一退出自民黨。2010年4月23日，改革俱樂部改組為新黨改革，舛添要一擔任黨魁。2013年7月22日，舛添要一卸任新黨改革黨魁。

### 東京都知事

#### 參選、當選
2014年2月9日，獲自民黨及公明黨支持的舛添要一，在2014年東京都知事選舉中以43.4%得票率当选東京都知事，接替辞职的猪濑直树出任第19代东京都知事。舛添的政見首先打出的是要將東京變成福祉政策世界第一的城市，並在東京面臨少子高齡化之際，提出因應對策；有關2020年東京奧運，舛添表示，一定要將這場奧運變成史上最棒的奧運；至於經濟對策，則主張要支援中小企業，培育人才。

### 貪汙事件
2016年3月，舛添要一被日本媒體揭發一行20人花5千萬日圓前往歐洲考查，坐頭等艙、住豪華套房、週末使用公務車到私人別墅度假等貪汙事件。其後，陸續被揭發帶家人住千葉縣的度假村並以「會議費用」的名義核銷花費，上網標購大量的藝術品及購買漫畫亦報公帳等。舛添要一其後並召開多次記者會，表示其聘用兩位律師調查，自行調查的結果顯示並無違法，僅為「不適切」，因此拒絕辭職，表示會規範自身行為，而記者會面對記者提問亦僅重複多次「已交由內部進一步調查」。
舛添貪汙事件引來東京都民和社會輿論的強烈批判，致使議會所有黨派決定對其提出不信任案，要求其辭職，不信任案預訂於6月15日提交。原不願辭職，甚至曾在記者會落淚希望留任的舛添，在不信任案提出之前，正式向東京都議會議長川井重勇提交辭呈，辭呈於6月21日生效。
因為他的辭職，而需要舉行2016年東京都知事選舉。

## 荣誉

### 外国勋章奖章
- 阿拉维王朝大军官勋章（摩洛哥，2008年11月颁发[10]）
- 荣誉军团指挥官勋章（法国，2016年3月1日于东京颁发[11]）

## 著作
- 《完全圖解日本的能源危機——資料閱讀「國民的常識」（日語：完全図解日本のエネルギー危機――データで読む「国民の常識」）》，東洋經濟新報社於1999年所出版。